# Ejaculació retrògrada
En els homes, l'ejaculació retrògrada té lloc quan el fluid que serà  ejaculat, el qual normalment surt a través de la uretra, es redirigeix cap a la  bufeta. Normalment, l'esfínter de la bufeta es contreu i el semen va cap a la uretra per la menor pressió. En l'ejaculació retrògrada, aquest esfínter no funciona bé. Les causes poden obeir al sistema nerviós autònom o a una intervenció de pròstata o també a medicaments com la risperidona a la qual se li han associat alguns casos com a efecte secundari de la seva ingesta.

## Senyals i símptomes
L'ejaculació retrògrada de vegades es coneix com a "orgasme sec". L'ejaculació retrògrada és un símptoma de la infertilitat masculina. Els homes sovint noten durant la masturbació que no alliberen semen però tenen un orgasme. Una altra causa subjacent d'aquest fenomen pot ser l'obstrucció del conducte ejaculatori.
Durant un orgasme masculí, els espermatozoides s'alliberen de l'epidídim i viatgen a través de petits tubs anomenats conductes deferents. Els espermatozoides es barregen amb el líquid seminal de les vesícules seminals, el líquid de la pròstata de la glàndula pròstata i els lubricants de la glàndula bulbouretral. Durant el clímax, els músculs de l'extrem del coll de la bufeta s'estrenyen per evitar el flux retrògrad de semen. En l'ejaculació retrògrada, aquests músculs del coll de la bufeta estan molt febles o els nervis que controlen els músculs s'han danyat.

## Causes
Un mal funcionament de l'esfínter de la bufeta, que condueix a l'ejaculació retrògrada, pot ser el resultat d'algun dels casos següents:
- Disfunció del sistema nerviós autònom. (Disautonomia)
- Operació a la pròstata. És una complicació freqüent de la resecció transuretral de la pròstata, un procediment en el qual s'extreu el teixit de la pròstata, llesca a rodanxa, a través d'un resectoscopi passat per la uretra.

També pot ser causat per una dissecció de ganglis limfàtics retroperitoneals per càncer testicular si les vies nervioses cap a l'esfínter de la bufeta estan danyades, i l'ejaculació retrògrada resultant és temporal o permanent. Les tècniques modernes de preservació dels nervis busquen reduir aquest risc; tanmateix, també pot ocórrer com a resultat de la cirurgia de pròstata amb làser de llum verda. La cirurgia al coll de la bufeta va representar al voltant del deu per cent dels casos d'ejaculació retrògrada o anejaculació reportats en una revisió de la literatura.
L'ejaculació retrògrada és un efecte secundari comú de medicaments, com la tamsulosina, que s'utilitzen per relaxar els músculs del tracte urinari, tractant afeccions com la hiperplàsia benigna de pròstata. En relaxar el múscul de l'esfínter de la bufeta, augmenta la probabilitat d'ejaculació retrògrada.
Els medicaments que la provoquen majoritàriament són els antidepressius i els antipsicòtics, així com els NRI com l'atomoxetina; els pacients que experimenten aquest fenomen tendeixen a deixar els medicaments.